# Flugplatz Weddewarden
Der Flugplatz Weddewarden in Bremerhaven beim Stadtteil Weddewarden wurde 1925 als Verkehrslandeplatz für die zivile Luftfahrt erbaut. Nach einer militärischen Nutzung ist er seit den 1990er Jahren ein Industrie- und Gewerbegebiet.

## Zivilflughafen

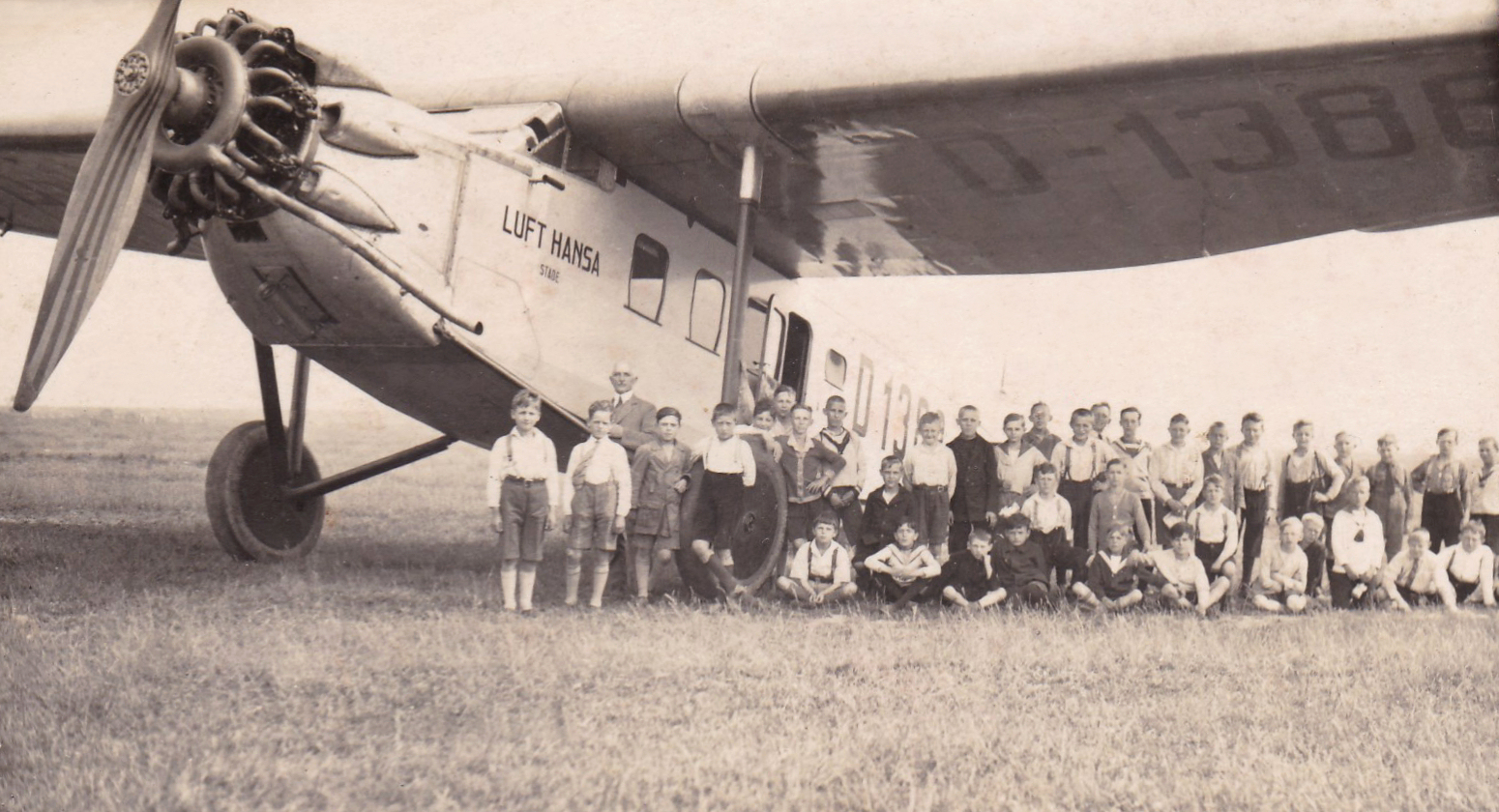
Focke-Wulf A 17 in Weddewarden (1927)

1925 bis 1927 wurde ein Verkehrslandeplatz zwischen den Orten Weddewarden und Speckenbüttel angelegt. Die Lage war ideal, da sich südlich davon das Hafengebiet von Bremerhaven befand und es in unmittelbarer Nachbarschaft keine Bebauung stand. Bereits 1927 gab es eine Autobuslinie mit einer Haltestelle Flugplatz. 1928 wurde der Flugbetrieb aufgenommen. 1927 eröffnete die Lufthansa hier einen Flugstützpunkt und flog Helgoland mit Wasserflugzeugen an, außerdem existierte ein Liniendienst von Hamburg über Bremerhaven nach Wangerooge – Norderney – Borkum mit  Flugzeugen des Typs Junkers F 13. 1932 erhielt der Platz die Einstufung Flughafen II. Ordnung. Kurz danach musste die Anlage  ihren Betrieb einstellen.

## Militärflugplatz
1935 erfolgte im Rahmen der allgemeinen Wiederaufrüstung der Ausbau zu einem Fliegerhorst und die Luftwaffe übernahm das Gelände. Mehrere Flugzeughallen, Verwaltungs- und Betriebsgebäude wurden errichtet. Ein Hafenbecken am Südrand sollte den deutschen Flugzeugträgern Graf Zeppelin und Träger B als Liegeplatz dienen. Dieser „Zeppelinhafen“ ist heute der Nordhafen. Die Trägerflugzeuge sollten in Weddewarden stationiert werden, kamen aber nicht zum Einsatz. Zu ihrer Wartung und Instandsetzung wurden auf der anderen Weserseite drei als Bauernhäuser getarnte Hallen errichtet. Die Gebäude stehen heute noch. 
Während des Zweiten Weltkrieges lagen auf dem Flugplatz meist Seefliegerverbände. Beim Anrücken der  Roten Armee im Osten 1945 lagerte man aus der aufgegebenen Versuchsstelle der Luftwaffe Karlshagen Personal und Material nach Bremerhaven aus, das in Weddewarden die Entwicklung der Raketenwaffen weiterbetreiben sollte. Unter anderem lagerten hier die Flugkörper Fieseler Fi 103, Ruhrstahl X-4, Blohm & Voss BV 246 und die Gleitbombe Henschel Hs 293.
In Weddewarden war von 1942 bis Kriegsende die Minensuchgruppe 1 stationiert. Die Minensuch-Flugzeuge waren umgebaute Junkers Ju 52/3m mit einem großen Ring unter der Maschine. Ein starker Stromgenerator im Flugzeug erzeugte den Strom für die Magnetschleife unter dem Flugzeug. Die Maschinen flogen im Tiefflug über die Wasseroberfläche und sollten die Magnetminen zur Explosion bringen – was nicht ungefährlich war. Die Flakeinheit in Weddewarden gehörte zur Marine.

## Nachkriegszeit

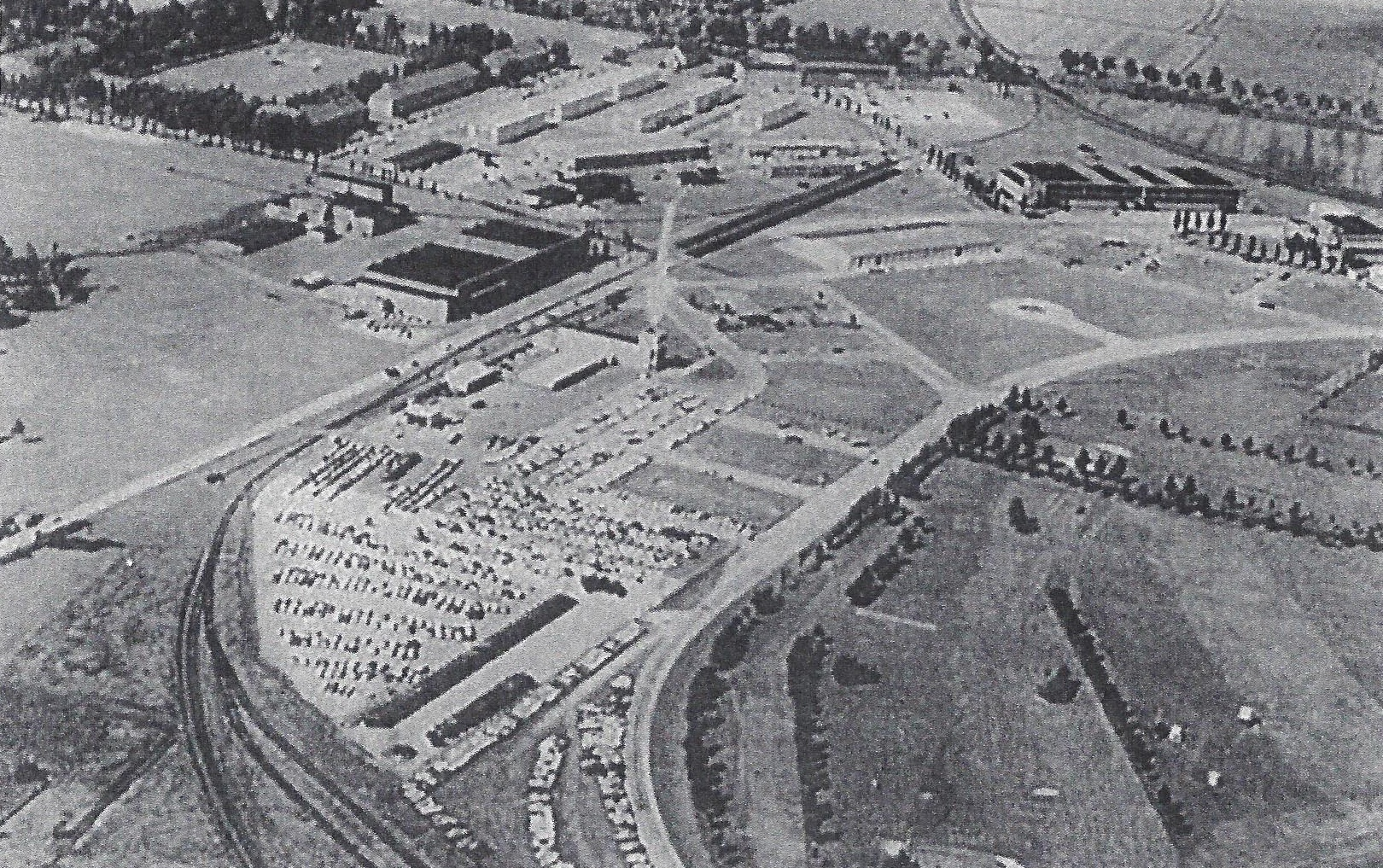
Staging Area Weddewarden (1957)

Nach dem Einmarsch der British Army am 7. Mai 1945 fielen diese Waffen (teilweise in zerstörtem Zustand) den Alliierten in die Hände. Da die USA einen Stützpunkt mit Hafen zu Versorgung ihrer in Süddeutschland stationierten Verbände benötigten, war das Gebiet zwischen Bremen und Nordholz unter US-Amerikaner Kontrolle. Im Mai 1945 übernahm die US-Army den Fliegerhorst und nutzte ihn in den ersten Jahren als Truppendurchgangslager für zu entlassende deutsche Soldaten und in die USA zurückkehrende US-Truppen. Aufgabenschwerpunkt wurde dann der Umschlag von Verbrauchsgütern und Militärgerät für die in Deutschland stationierten Truppen.
Die Liegenschaft – zunächst als Staging Area bezeichnet – erhielt 1973 den Namen Carl-Schurz-Kaserne. Zu dem Zeitpunkt waren dort neben Einheiten der US Army auch United States Air Force und United States Navy stationiert. In der Kaserne waren unter anderem die Radarüberwachungseinheiten 606th Tactical Control Squadron mit unterstellter 626th Tactical Control Flight beheimatet. Zusätzlich war hier das 39th Signal Battalion stationiert, das Richtfunknetze European Command Control Console System (ECCCS) und das Cemetery Net betreute. Mit diesen Netzen waren die Atomwaffen-Standorte von Heeres- und Luftwaffenverbänden der NATO-Partner untereinander verbunden. Nachdem die Amerikaner bis 1970 mehrere Liegenschaften in Bremerhaven nutzten, zogen sie danach alle Dienststellen in Weddewarden zusammen.
Alljährlich im Mai wurde zum Armed Forces Day Bremerhaven eingeladen. In seiner Mischung aus Volksfest, Kunstflug und Militärparaden war er bei den Bremerhavenern sehr beliebt. Zum Abschluss kamen Düsenjäger der NATO-Staaten im Tiefflug über den Deich. Nicht weit hinter der Tribüne stürzte am 2. Mai 1964 eine deutsche Lockheed F-104 ab. Der amerikanische Pilot, Captain Perfili, schoss sich mit dem Schleudersitz heraus, verlor aber das Bewusstsein und ertrank in einem Weidegraben.

## Gegenwart
Seine Bedeutung als Port of Embarkation verlor Bremerhaven Ende der 1960er Jahre, als die  Truppentransportschiffe im Vietnamkrieg gebraucht wurden. Die Rhein-Main Air Base übernahm den Personentransport, der Hafen Rotterdam den Güterumschlag. Eine weitere Reduzierung US-amerikanischer Truppenpräsenz brachte das Ende des Kalten Krieges. Nach Abzug der letzten Einheiten 1993 blieb nur noch eine zivile Dienststelle für Verladungen. Bereits vor dem Abzug der letzten Truppenteile wurde das weitläufige Gelände von Speditionen für den Seeumschlagverkehr genutzt. Dabei werden große Bereiche des Flugfeldes als Abstellflächen für den in Bremerhaven besonders bedeutenden PKW-Umschlag verwendet. Bei dieser Umwandlung zu einem reinen Gewerbegebiet verdrängten neue Bauwerke die alten teilweise. Gleichwohl sind im Unterkunfts- und Verwaltungsbereich noch heute einzelne weitgehend original erhaltene Gebäude des alten Fliegerhorstes aufzufinden, genauso wie modernere Bauten, die das US-Militär errichten ließ. Auch einige Hangars und Betriebsgebäude am Rande des früheren Flugfeldes bestehen noch. Gemeinsam mit zwei benachbarten Industriegebieten wird das Gelände der ehemaligen Carl-Schurz-Kaserne unter dem Oberbegriff LoginPort vermarktet. Durch den ÖPNV ist das Gebiet mit den Buslinien 509 und 512 erschlossen. Ein Anruf-Linientaxi-Verkehr ergänzt das Angebot.